# 今泉秀夫
今泉 秀夫（いまいずみ ひでお、1903年9月22日 - 1987年6月9日）は、日本の経営者。山形県出身。

## 経歴
1928年に東京帝国大学法学部政治学科を卒業し、同年に鉄道省に入省。1948年に東京鉄道管理局長に就任し、1949年には国鉄理事に就任した。1950年から1959年までに国鉄スワローズオーナーを務め、球団社長、交通協力会会長なども務めた。
1973年11月に勲三等旭日中綬章を受章。
1987年6月9日急性心不全のために死去。83歳没。